# شهرک حاج غلامحسین سالاری
شهرک حاج غلامحسین سالاری، روستایی در دهستان تیمورآباد بخش تیمورآباد شهرستان هامون در استان سیستان و بلوچستان ایران است.

## جمعیت
بر پایه سرشماری عمومی نفوس و مسکن در سال ۱۳۹۵، جمعیت این روستا برابر با ۲۹۱ نفر (۹۵ خانوار) بوده‌است.